# Ignace Alexandre Colonna d'Istria
Ignace Alexandre Colonna d'Istria est un homme politique français né le 30 juillet 1782 à Ajaccio (Corse-du-Sud) et mort le 2 mars 1859 à Bastia (Haute-Corse).

## Biographie
Après avoir étudié le droit à Pise, il est reçu avocat à la Cour d'appel d'Ajaccio, et est nommé en 1805 comme procureur impérial près le tribunal de première instance d'Ajaccio. Il est avocat général en 1811, puis procureur général. Il se rallie à la Restauration, il reste en place jusqu'en 1818, puis passe président de chambre à la Cour d'appel de Nîmes avant de revenir comme Premier président à Bastia. Il est élu député de la Corse en juillet 1830, mais son élection est annulée au mois d'août.

## Sources
- « Ignace Alexandre Colonna d'Istria », dans Adolphe Robert et Gaston Cougny, Dictionnaire des parlementaires français, Edgar Bourloton, 1889-1891 [détail de l’édition]